# Michael Fürst

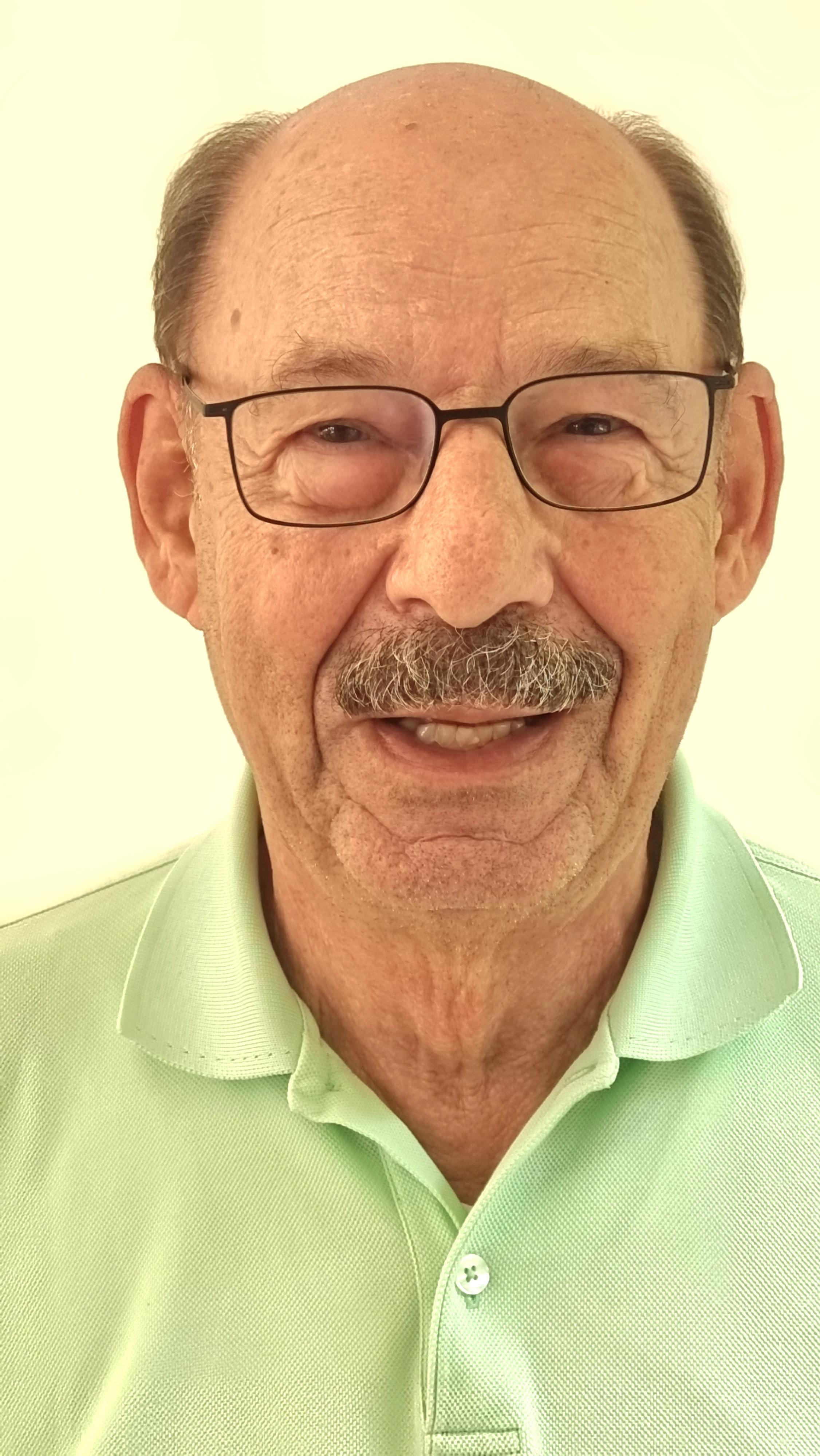
Michael Fürst (2022)

Michael Fürst (geboren 28. Mai 1947 in Hannover) ist ein deutscher Rechtsanwalt und Notar. Er ist Präsident des Landesverbandes der Jüdischen Gemeinden in Niedersachsen. Unter anderem engagiert er sich gegen Rassismus und Fremdenfeindlichkeit und beteiligt sich vielfältig an interreligiösen Dialogen.

## Leben
Michael Fürst kam als einer von zwei Söhnen des Unternehmers Helmut Fürst (1922–2012) und der Annemarie Fürst, geborene Klimt, zur Welt. Seine aus dem jüdischen Kulturkreis stammende Familie hatte Mitglieder zu beklagen, die in der Zeit des Nationalsozialismus dem Holocaust zum Opfer fielen. Fürsts Vater war Holocaust-Überlebender, hatte sich nach Kriegsende aber bewusst gegen eine Auswanderung entschieden und wurde Neubegründer der Jüdischen Gemeinde in Hannover. Michael Fürst wuchs in der frühen Nachkriegszeit in der durch die Luftangriffe auf Hannover zu 90 Prozent zerstörten Innenstadt zwischen Trümmerfeldern in der Oststadt auf, im Haus Bödekerstraße 39a (heute Hausnummer 92), in dem schon sein Vater aufgewachsen war.
Im Jahr 1968 wurde Fürst erster jüdischer Reserveoffizier der Bundeswehr. Nach dem Studium der Rechtswissenschaften an der Georg-August-Universität Göttingen erhielt Fürst 1976 die Zulassung als Rechtsanwalt und 1984 die Zulassung als Notar.
Seit 2007 war Michael Fürst Vorsitzender der jüdischen Gemeinde Hannover, die 3860 Mitglieder im Jahr 2022 
zählte. 2025 gab er das Amt ab.
Bereits 1980 wurde Fürst zum Präsidenten des Landesverbandes der Jüdischen Gemeinden in Niedersachsen gewählt. Ende 2020 hatte der Landesverband unter der Führung Fürsts insgesamt 6383 Mitglieder, die sich auf 12 Gemeinden verteilten. 2024 kündigte Fürst an, dass er 2027 – dann 80-jährig – das Amt des Landesvorsitzenden abgeben wolle.
Im Jahr 1982 war Michael Fürst Gründungsmitglied der Deutschen Technion-Gesellschaft, in der er sich als Mitglied des Vorstands mehr als vier Jahrzehnte engagierte. Hierfür wurde Fürst am 28. Januar 2021 zum Ehrensenator der Leibniz Universität Hannover (LUH) ernannt. Zu den Gründen erläuterte LUH-Präsident Volker Epping unter anderem: „Neben seinem gesellschaftlichen Engagement hat Michael Fürst hohe Verdienste um die Förderung der Wissenschaft erworben, insbesondere hinsichtlich der wissenschaftlichen Zusammenarbeit von niedersächsischen Universitäten mit solchen in Israel und den palästinensischen Gebieten sowie deren wissenschaftlichen Nachwuchs.“

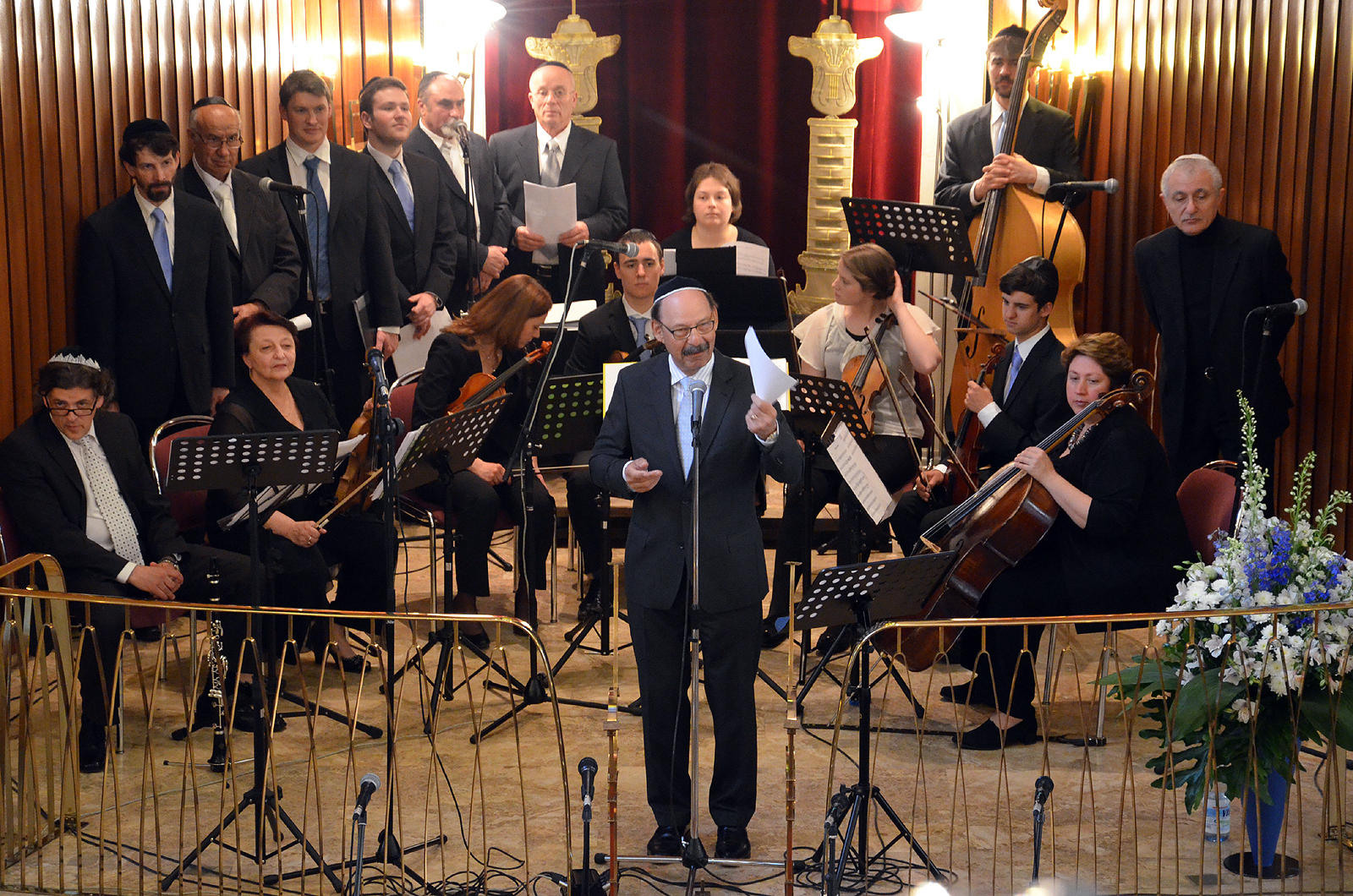
Fürst bei einer Ansprache zum Unabhängigkeitstag Israels in der Synagoge in der Haeckelstraße, 2014

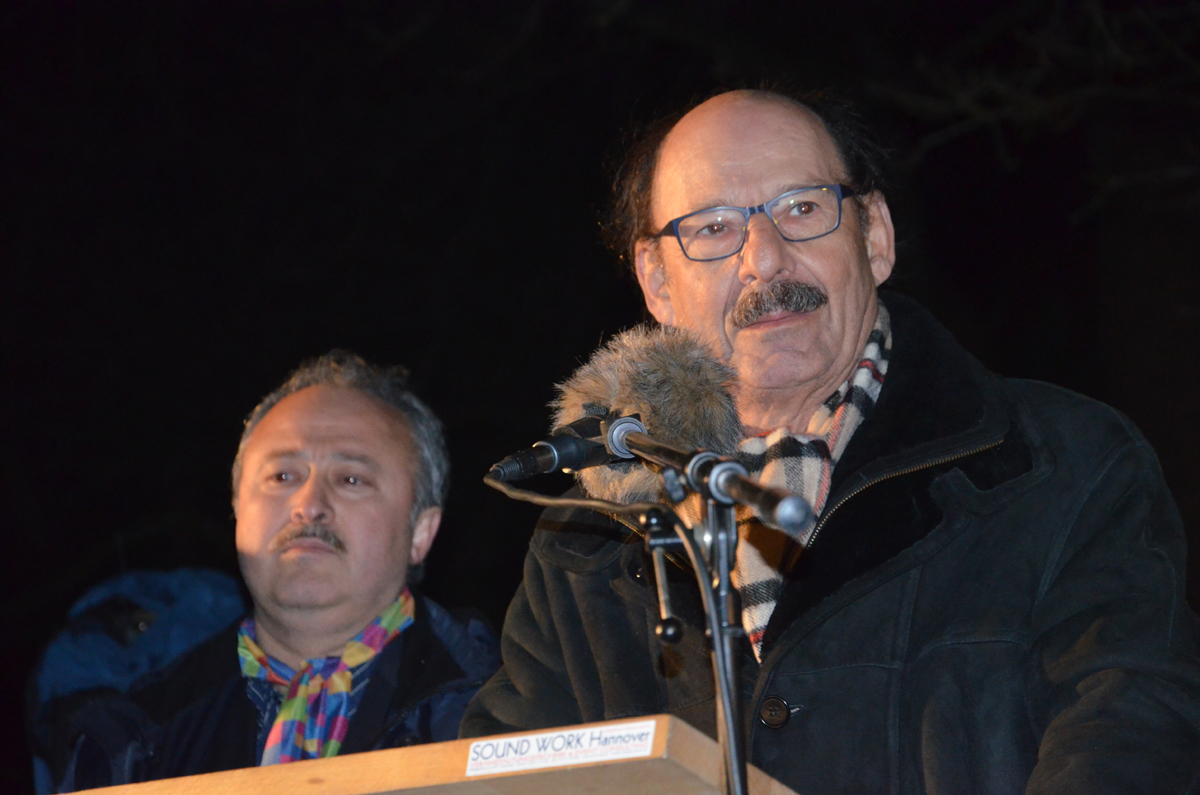
Fürst bei einer Rede während der Demonstration Bunt statt braun kurz nach dem Anschlag auf Charlie Hebdo. Links der Vorsitzende des Moscheenverbands Schura Niedersachsen, Avni Altiner, 2015

Fürst pflegt Kontakte zu allen christlichen Konfessionen und beteiligt sich am Dialog zwischen der jüdischen und der palästinensischen Gemeinde. Neben regelmäßig von Fürst mitgestalteten interreligiösen Dialogen gilt „sein bisweilen auch kämpferischer Einsatz für eine lebendige Erinnerungskultur in Hannover“ als beispielgebend. So bezeichnete Hannovers Oberbürgermeister Stefan Schostok Fürst anlässlich der Verleihung der Plakette für Verdienste um die Landeshauptstadt Hannover (Stadtplakette) an den Geehrten als „Motor“ für Aktionen wie etwa den „Kippa Walk“ gegen das „Gift des Antisemitismus“. Während der Ehrung im Neuen Rathaus wurden die zahlreichen von Michael Fürst initiierten Veranstaltungen gewürdigt und insbesondere Fürsts Aufklärungsarbeit an hannoverschen Schulen, an denen er den Schülern „authentisch und sehr persönlich“ das Schicksal seiner eigenen Familie nahebrachte.
Mit seiner ersten Ehefrau hat Fürst zwei Töchter. Fürst lebt heute mit einer Nichtjüdin zusammen.

## Ehrungen
- 1995: Verdienstkreuz 1. Klasse des Niedersächsischen Verdienstorden.[16]
- 2016: Niedersächsischer Integrationspreis, zusammen mit dem Vorsitzenden der palästinensischen Gemeinde Hannover, Yazid Shammout.[17]
- 2018: Plakette für Verdienste um die Landeshauptstadt Hannover[18] und Eintrag in das Goldene Buch der Stadt Hannover.[18]
- 2022: Großes Verdienstkreuz des Niedersächsischen Verdienstordens.[7]

## Schriften
- Michael Fürst, Rebekka Brouwer: Gedenkorte im Spannungsfeld von Verlust, Störung, Zerstörung und Zugewinn an Bedeutung. Einblicke in die Erfahrungslandschaft aus der Perspektive des Präsidenten des Landesverbandes von jüdischen Gemeinden in Niedersachsen, in: Stephan Schaede, Rebekka Brouwer (Hrsg.): Vom angemessenen Umgang mit Gedenkorten. Aufgaben einer Zeitgemäßen Erinnerungspolitik (= Loccumer Protokolle, Reihe 14, Heft 71), Schrift zur gleichnamigen Veranstaltung 2014 in Rehburg-Loccum, Evangelische Akademie Loccum, Rehburg-Loccum 2015, ISBN 3-8172-7114-X und ISBN 978-3-8172-7114-6, S. 11–12.